# Capeto Sílvio
Capeto ou Capeto Sílvio (supostamente reinou em 934-921 a.C.) (em latim: Căpĕtŭs Sĭluĭŭs) foi o descendente de Eneias e um dos lendários reis latinos de Alba Longa. Ele era filho de Cápis e pai de Tiberino, em homenagem ao qual o rio Tibre foi nomeado.